# Arib al-Ma'muniyya
Arīb al-Ma'mūnīya (en arabe : عريب المأمونية, née en 181/797-98 et morte en 277/890-91, est une qayna (femme formée aux arts du divertissement) du début de la période abbasside, qui a été qualifiée de « plus célèbre chanteuse esclave à avoir jamais résidé à la cour de Bagdad »,. Elle a vécu jusqu'à 96 ans et sa carrière s’étend sur les règnes de cinq califes. 

## Vie et œuvre
Arīb al-Ma'mūnīya est née à Bagdad (actuellement en Irak). On disait au Moyen Âge qu'elle était la fille du vizir Ja'far al-Barmaki, un membre important des Barmécides, et de l'une des domestiques de la famille, Fāṭima. Cette filiation a été remise en question par les érudits modernes. Quoi qu'il en soit, Arīb fut une esclave pendant une partie importante de sa jeunesse, qu'elle soit née en esclavage ou ait été vendue en esclavage à l'âge de dix ans après la chute de sa famille. Dans sa poésie, Arīb proteste à deux reprises contre son statut de servitude, et elle est affranchie par Abū Isḥāq al-Mu'taṣim (qui règne de 833 à 842). Elle serait auparavant devenue la chanteuse préférée du calife al-Maʾmūn (r. 813-833).
La principale source d'informations sur la vie d'Arīb al-Ma'mūnīya est le Livre des Chansons d'Abū 'l-Faraj al-Iṣfahānī qui date du Xe siècle. 
Comme ses pairs, nous dit-il, Arīb était versée dans la poésie, la composition et la performance musicale, ainsi que dans diverses autres compétences comme le backgammon, les échecs et la calligraphie. Son instrument de prédilection était l'oud, une préférence qu'elle transmettait à ses élèves, mais c'était surtout son chant et sa composition qui l'ont fait se démarquer. Citant Ibn al-Mu'tazz, l'une de ses sources clés, Abū 'l-Faraj fait référence à une collection de cahiers (dafātir) et de feuilles volantes (ṣuḥuf) contenant ses chansons. Celles-ci seraient environ au nombre de 1 000. En ce qui concerne son chant, Abū 'l-Faraj déclare qu'elle n'a connu aucune rivale parmi ses pairs. Il la regroupe avec les divas légendaires de la première période islamique, les chanteuses connues collectivement sous le nom de Ḥijāzīyāt. 
L'œuvre survivante d'Arīb et les anecdotes associées suggèrent non seulement ses compétences poétiques, mais aussi une vie dans laquelle elle a eu un certain nombre de relations avec des amants et des mécènes masculins ; ces textes indiquent « qu'Arīb, comme beaucoup de ses pairs, était une concubine ainsi qu'une chanteuse lorsque les circonstances l'exigeaient ». Il semble qu'elle soit parvenue à entretenir un important entourage et qu'elle était une propriétaire terrienne. L'une des histoires les plus célèbres qui portent sur elle concerne un concours de chant qu'elle et ses chanteuses ont remporté contre sa jeune rivale Shāriyah (en) et sa troupe. Les témoignages suggèrent un personnage « volontaire, profondément intelligent, impatient avec ceux d'esprit moindre et, peut-être inévitablement, perplexe et souvent cynique ». 
Voici un court extrait de l’œuvre poétique d'Arīb :

« Pour toi, la trahison est une vertu, tu as plusieurs visages et dix langues.
Je suis surprise que mon cœur s'accroche encore à toi malgré ce que tu m'as fait endurer. »